# Synsepalum batesii
Synsepalum batesii är en tvåhjärtbladig växtart som först beskrevs av Auguste Jean Baptiste Chevalier, och fick sitt nu gällande namn av André Aubréville och François Pellegrin. Synsepalum batesii ingår i släktet Synsepalum och familjen Sapotaceae.
Artens utbredningsområde är Kamerun. Inga underarter finns listade i Catalogue of Life.